# Jonas Bodin
Jonas Vilhelm Bodin, född 30 mars 1986 i Tumba församling, är en svensk motocrossförare som kör MX3 och MX1. Han vann EM i 450 klassen 2006. Han har kört flertalet tävlingar i MX3 VM där han har en 16 plats som bäst. Han kärde också MX1-VM i Uddevalla 2008, där han var ende svensk att kvala in på ordinarie plats. Bodin tvingades dock bryta första heatet. Han har kört det Nya Zeelandska mästerskapet men skadade sig olyckligt.
Jonas slutade med motocross 2009 efter flertalet skador. Han återvänder till motorsporten 2018 och blir svensk mästare rally i klassen R2 tillsammans med Madelene Buskas.